# Vojtěch Steklač
Vojtěch Steklač (21. října 1945 Příbram – 4. ledna 2021 Praha) byl český spisovatel a překladatel.

## Život
V mládí byl členem skautského oddílu Jaroslava Foglara, odkud jej Foglar však podle jeho slov vyloučil.
Po maturitě (1963) pokračoval ve studiu na Filozofické fakultě Univerzity Karlovy, kde studoval sociologii a filozofii – absolvoval v roce 1970. Literární činnost zahájil již během studia na vysoké škole v 19 letech. V roce 1969 se stal redaktorem časopisu Ohníček a pak Pionýr. V časopise Pionýr pracoval deset let a brzy se stal jeho šéfredaktorem.
V roce 1989 byl několik měsíců šéfredaktorem časopisu Filip a pak se stal dramaturgem Československé televize, jímž byl až do roku 1991. Od roku 1991 byl televizním scenáristou a spisovatelem z povolání.

## Dílo
- Zrcadla, 1968
- Samota Blažejov, 1969
- Sbohem, lásko 1974
- Černá slunce, 1976
- Skok přes růži, 1979 mělo jít o trilogii z hornického prostředí v 19. století, ale již další díl Pivo, víno, likéry nevyšel, třetí díl nebyl napsán.
- Tajemství Skarabea, 1983
- Tajemství Old Nicka, 1983
- Dvoreček, 1985
- Televizní muž, 1987
- Manželské monitory, 1989
- Volejte linku... (s Pavlem Zemkem, 1989)j
- Příběhy slavných. Napoleon Bonaparte a 59 dalších, 1990 s datem 1989
- Veřejný nepřítel, 2003
- Tři muži v jedenadvacátém století, 2010
- Kat katem kata, 2010, podle Josefa Svátka

### Detektivní romány a povídky
- Jak se vraždí Zlatý slavík
- Zlatá brána
- Sedmé oddělení (1984)
- Lví dvůr (1991)
- Srdeční slabost (1992)